# 12929 Periboea
12929 Periboea è un asteroide troiano di Giove del campo troiano. Scoperto nel 1999, presenta un'orbita caratterizzata da un semiasse maggiore pari a 5,2441130 au e da un'eccentricità di 0,0399898, inclinata di 43,42346° rispetto all'eclittica.
L'asteroide è dedicato a Peribea, figlia di Acessameno.